# Влашка гора
Влашката гора (на румънски: Codrii Vlăsiei) днес е малка гора във Влахия.
В миналото е огромен горски масив, покривал цялата западна част на Мунтения от Фъгърашките планини до Дунава, включително територията на днешен Букурещ с окръг Илфов. Източно от Влашката гора тогава се простира степта Бараган.
Гъстата и непреходима Влашка гора през Средновековието служи на влашките войводи за защитно прикритие срещу нашественици. Войводите я използват почти винаги за бойно поле, на което нашествениците търпят неминуем разгром. Влашката гора служи в миналото също така за укритие и на хайдути и разбойници.
Между 1692 и 1700 година през гората е прокаран път, застлан с дъбови дъски, който свързва тогавашния Букурещ с двореца Могошоая на Константин Бранковяну. Този път е павиран чак през 1842 г. Това дава началото на унищожителната сеч. Дъбиците от гората служат през XVIII век за застилане на калните влашки пътища през пролетта и есента.
През XIX век Влашката гора е окончателно унищожена, след като влашката низина започва да се профилира за отглеждане на зърнени култури, за което са необходими свободни площи за засяване. Гората е изсечена безогледно и днес от нея са останали само няколко неголеми масива с обща площ 35 хектара. Масивът северно от Букурещ е предвидено да бъде трансформиран в парк за опазването му.